# Reteporella carinata
Reteporella carinata is een mosdiertjessoort uit de familie van de Phidoloporidae. De wetenschappelijke naam van de soort is voor het eerst geldig gepubliceerd in 1884 door MacGillivray.